# Marie Cico
Pour l’article ayant un titre homophone, voir Cicco.
Alexandrine-Louise-Hortense Trotté, dite Marie Cico, née à Paris le 4 juillet 1841 et morte à Neuilly-sur-Seine le 9 septembre 1875, est une comédienne et chanteuse française.

## Biographie
Elle débute enfant au Palais-Royal, puis elle est remarquée par Jacques Offenbach, qui l'engage aux Bouffes-Parisiens, où elle crée entre autres les rôles de Minerve dans Orphée aux Enfers (1858 ), Lahire et Clé-de-Sol dans Geneviève de Brabant (1859) et Calisto dans Daphnis et Chloé (1860), et en fait sa maîtresse (liaison qui durera jusqu'en 1865).
Ayant parallèlement remporté les premiers prix de chant et d'opéra-comique du Conservatoire de Paris, elle entre à l'Opéra-Comique en 1861. Elle y crée le rôle-titre de Lalla-Roukh (1862) de Félicien David, Le Voyage en Chine (1865) de François Bazin, Robinson Crusoé (1867) et Vert-Vert (1869) d’Offenbach. En 1874, celui-ci l'engage à la Gaîté dont il vient de prendre la direction pour incarner Eurydice dans la nouvelle version d'Orphée aux Enfers. Mais, épuisée, elle doit abandonner son rôle à Anna Dartaux, et meurt peu de temps après de la tuberculose.

### Pauline Cico
Sa sœur Pauline fut également comédienne. Membre de la troupe du Vaudeville à partir de 1848 (elle joue notamment Les Néréides et les Cyclopes et Les Compagnons d'Ulysse de Clairville). Passée eu Palais-Royal, en 1851, elle s'y produit dans de nombreuses pièces (J'ai marié ma fille, Tambour battant, Les Crapauds immortels, La Dame aux œillets blancs, L'Esprit frappeur...) avant d'être engagée à l'Ambigu en 1864. Elle se retire de la scène à partir de 1867.